# Otto Liebe
Carl Julius Otto Liebe (født 24. maj 1860 i København, død 21. marts 1929 sammesteds) var en dansk jurist og statsminister fra 30. marts 1920 til 5. april 1920. Han var desuden justitsminister i samme kortlivede regering.
Otto Liebe var søn af Anna Sophy f. Pedersen og Carl Christian Vilhelm Liebe. Faderen var en fremtrædende jurist og politiker, og Otto Liebe fik også selv en juridisk uddannelse efter at have taget studentereksamen fra Metropolitanskolen 1877. Han blev cand.jur. fra Københavns Universitet i 1882, overretssagfører 1885 og højesteretssagfører i 1889 og var indehaver af en af landets største og fineste advokatvirksomheder, som bl.a. havde kongehuset blandt klienterne. Liebe var især en fremragende procedør. Han forsvarede bl.a. N.P. Arboe Rasmussen 1916, Andreas Peschcke Køedt 1919 og H.P. Prior 1923 og førte sagen for bønderne i Kolindsund-affæren 1926. Han var en arbejdsom og effektiv sagfører, men kunne til tider savne personlig varme i sit forhold til klienterne.
Han blev i 1910 formand for Dansk Sagførerforening, hvilket han var indtil 1919, og blev dernæst formand for Sagførerrådet indtil 1927. Samtidig havde han bestyrelsesposter i Privatbanken, Gyldendal og Det danske Kulkompagni, var medlem af direktionen for Vejlefjord Sanatorium og af bestyrelserne for Christiansdals Kloster, Overkammerherre Oxholms Fond, Lægeforeningens Boliger og Dansk Røde Kors.
Da kong Christian 10. i 1920 fremkaldte Påskekrisen ved på grund af uenighed om det sønderjyske spørgsmål at afskedige det radikale ministerium Zahle uden om Folketinget, udnævnte kongen straks den 29. marts et nyt ministerium med Otto Liebe som statsminister med det kommissorium, at der hurtigst muligt skulle udskrives folketingsvalg. Liebe og hans ministre tilhørte af politisk opfattelse højrefløjen, men de var ikke selv politikere. De fik dog øjeblikkeligt at mærke, at det var de nu blevet, og at de var havnet i en højspændt, politisk situation, hvor kræfter, de ikke havde magt over, pludselig truede hele samfundsordenen med kongemagten i spidsen. Der blev talt om, at kongen havde begået statskup, og generalstrejke blev en nærliggende trussel. Kongen blev nervøs, og allerede påskedag den 4. april afskedigede han Liebe og udnævnte i stedet et upolitisk forretningsministerium med overformynder M.P. Friis som statsminister. 
Ministeriet Liebe blev således det kortest siddende ministerium i dansk parlamentarisk historie. Otto Liebe blandede sig ikke siden i politik. 
Liebe blev Ridder af Dannebrog 1900, Dannebrogsmand 1906, Kommandør af 2. grad 1917 og af 1. grad 1920. 1927 fik han Storkorset. Han bar også ordenerne Oldenburgs Hus- og Fortjenesteorden, russiske Sankt Annas Orden og Sankt Stanislaus' Orden samt Sveriges Nordstjerneorden (Ridder 1899, Kommendør 1915).
Han blev gift 21. april 1894 i Jesuskirken i Valby med Johanne Louise Heide (17. februar 1862 i Haderslev – 9. september 1934 i Hørsholm), datter af herredsfoged, senere politimester Alexander Heide (1822-1866) og Emilie Magdalene With (1836-1892).
Han er begravet på Garnisons Kirkegård.
Der findes en pastel af Liebe malet af Jens Jørgen Jensen Egeberg i familieeje. Han er også portrætteret på Sigurd Wandels maleri 1912-13 af Civillovkommissionen (Frederiksborgmuseet).